# Jacob P. Chamberlain
Jacob Payson Chamberlain (Dudley, 1º agosto 1802 – Seneca Falls, 5 ottobre 1878) è stato un agricoltore, mercante e politico statunitense di New York durante la guerra civile americana.

## Biografia

### Primi anni e formazione
Jacob P. Chamberlain nacque a Dudley Massachusetts, il 1° agosto 1802. La sua famiglia si trasferì nella parte occidentale di New York nel 1807. Qui ricevette un'istruzione e divenne insegnante di scuola e agricoltore, ricoprendo il ruolo di segretario comunale di Varick prima di stabilirsi a Seneca Falls, dove iniziò una carriera commerciale.

### Carriera
Chamberlain possedeva e gestiva fattorie, mulini, malterie, distillerie e lanifici ed è stato uno dei primi organizzatori della prima banca di Seneca Falls.
Originariamente democratico di Bucktail, divenne poi Whig e si iscrisse al Partito Repubblicano quando questo fu fondato a metà degli anni '50 del XIX secolo. Ricoprì diverse cariche locali, tra cui quella di membro del consiglio scolastico e di presidente del villaggio.
Chamberlain fu un attivo sostenitore della Chiesa Episcopale Metodista.

### Impegno sociale
Nel 1848 partecipò alla Convenzione di Seneca Falls e fu uno dei firmatari della Dichiarazione dei Sentimenti che chiedeva la parità di diritti per le donne.
Nel 1859 fu membro dell'Assemblea dello Stato di New York.
Chamberlain fu eletto come repubblicano al 37º Congresso degli Stati Uniti  (4 marzo 1861 - 3 marzo 1863). Non si candidò per la rielezione e tornò ai suoi interessi commerciali e agricoli.

### Vita privata
Chamberlain aveva uno zio di nome Jacob Chamberlain e un cugino, Jacob M. Chamberlain. Vivevano nella stessa zona e a volte vengono confusi l'uno con l'altro in documenti e registri.

### Morte e sepoltura
Morì a Seneca Falls, New York, il 5 ottobre 1878 e fu sepolto nel Cimitero di Restvale.